# Don Nickles
Don Nickles (Ponca City, 1948. december 6. –) az Amerikai Egyesült Államok szenátora (Oklahoma, 1981–2005).